# استفن کوچول
استفن کوچول (انگلیسی: Steffen Kocholl؛ زادهٔ ۱۰ مهٔ ۱۹۸۳) بازیکن فوتبال اهل آلمان است.
از باشگاه‌هایی که در آن بازی کرده‌است می‌توان به باشگاه فوتبال اشتوتگارت اشاره کرد.